# معالجة حرارية بالتبريد
التبريد هو عملية تبريد المعدن بمعدل سريع. ويتم ذلك في الغالب لإنتاج تحول مارسيتيت في السبائك الحديدية، سيؤدي ذلك في الغالب إلى إنتاج معدن أكثر صلابة، في حين أن السبائك غير الحديدية عادة ما تصبح أكثر نعومة من المعتاد.

## طريقته وفوائده
للتصلب عن طريق التبريد، يجب تسخين معدن (عادة ما يكون من الحديد أو الحديد الزهر) فوق درجة الحرارة الحرجة العليا ثم يبرد بسرعة. اعتمادًا على السبائك والاعتبارات الأخرى (مثل القلق على الحد الأقصى للصلابة مقابل التشقق والتشوه)، يمكن إجراء التبريد بالهواء القسري أو الغازات الأخرى (مثل النيتروجين). يمكن استخدام السوائل، بسبب توصيلها الحراري الأفضل، مثل الزيت أو الماء أو البوليمر المذاب في الماء أو محلول ملحي. عند تبريده بسرعة، سيتحول جزء من الأوستينيت (المعتمد على تركيبة سبيكة) إلى مارسينت، وهو هيكل بلوري صلب هش. تعتمد صلابة المعدن على تركيبته الكيميائية وطريقة التبريد. تسرعات التبريد، من الأسرع إلى الأبطأ، تنتقل من المحاليل الملحية والبوليمر (أي مخاليط الماء + بوليمرات الجلايكول) والماء العذب والزيت والهواء الإجباري. 
ومع ذلك، يمكن أن يؤدي إخماد فولاذ معين بسرعة كبيرة إلى التكسير ، وهذا هو السبب في أن الفولاذ عالي الشد مثل AISI 4140 يجب إخماده في الزيت، يجب إخماد الفولاذ المقاوم للصدأ مثل أداة العمل الساخنة ISO 1.2767 أو H13 في الهواء القسري، و يجب إخماد سبائك منخفضة أو فولاذ شد متوسط مثل XK1320 أو AISI 1040 في محلول ملحي.
كما أظهرت بعض سبائك التيتانيوم المعتمدة على بيتا اتجاهات مماثلة لزيادة القوة من خلال التبريد السريع. 
ومع ذلك، فإن معظم المعادن غير الحديدية، مثل سبائك النحاس أو الألومنيوم أو النيكل، وبعض أنواع السبائك الفولاذية العالية مثل الفولاذ المقاوم للصدأ الأوستنيتي (304 ، 316)، تنتج تأثيرًا معاكسًا عندما يتم إخماد هذه المعادن. يجب إخماد الفولاذ المقاوم للصدأ الأوستنيتي ليصبح مقاومًا للتآكل تمامًا، حيث يعمل بشكل صلب.   